# Jewgeni Wiktorowitsch Sadowy

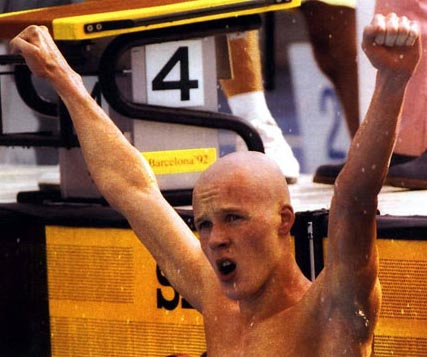
Sadowy 1992

Jewgeni Wiktorowitsch Sadowy (russisch Евгений Викторович Садовый; * 19. Januar 1973 in Wolschski) ist ein ehemaliger russischer Schwimmer.
Bei den Olympischen Spielen 1992 in Barcelona gewann er drei Goldmedaillen im Schwimmen. Im gleichen Jahr wurde er zum Welt-Schwimmer des Jahres gewählt. Bereits bei den Schwimmeuropameisterschaften 1991 wurde er über 400 m Freistil und mit der russischen 4 × 200-m-Freistilstaffel Europameister. Ein Jahr später bei den Olympischen Spielen 1992 in Barcelona wurde er Olympiasieger über 200 m Freistil, 400 m Freistil und mit der 4 × 200-m-Freistilstaffel. Über 400 m Freistil und mit der Staffel stellte er zudem neue Weltrekorde auf.
Im Jahr 1996 beendete er im Alter von 23 Jahren seine Karriere. Im Jahr 1999 wurde er in die Ruhmeshalle des internationalen Schwimmsports aufgenommen.
1991 war er sowjetischer Meister, 1992 GUS-Meister und 1993 und 1994 russischer Meister (200 und 400 m).